# Мюленбекия спутанная
Мюленбе́кия спу́танная или охватывающая (лат. Muehlenbeckia complexa) — листопадный кустарник из рода Мюленбекия. В культуре с 1842 г.

## Ботаническое описание
Кустарник высотой до 3 м, с тонкими разветвлёнными побегами.
Ветви тонкие, густо переплетающиеся между собой.
Листья округлые, очень мелкие, 0,6–2 см в диаметре. Листовая пластинка окрашена в ярко-зелёный цвет. Зимой, в период покоя, мюленбекия частично сбрасывает листья.
Двудомный вид, то есть имеющий либо мужские, либо женские растения, летом образует маленькие звездчатые зелено-белые цветки на верхушечных и пазушных кистях. В период цветения на растении появляются пазушные соцветия с 1–5 бутонами. Цветки собраны в пучки в пазухах листьев, бело-зеленоватые, ароматные. Диаметр каждого цветка не превышает 0,6 см.
Известна разновидность var. tribolata Chees. с глубоко-лопастными листьями.

## Ареал
Аборигенный вид для Северного и Южного острова Новой Зеландии и острова Норфолк.
Вид был интродуцирован на Азорские острова, в Боливию, Калифорнию, Францию, Великобританию, Ирландию, Португалию.

## Экология
В своей естественной среде играет ключевую роль в восстановлении растительного покрова после антропогенных и природных нарушений на опушке леса. Подавляет рост интродуцированных сорняков, таких как ежевика, и способствует увеличению разнообразия насекомых.

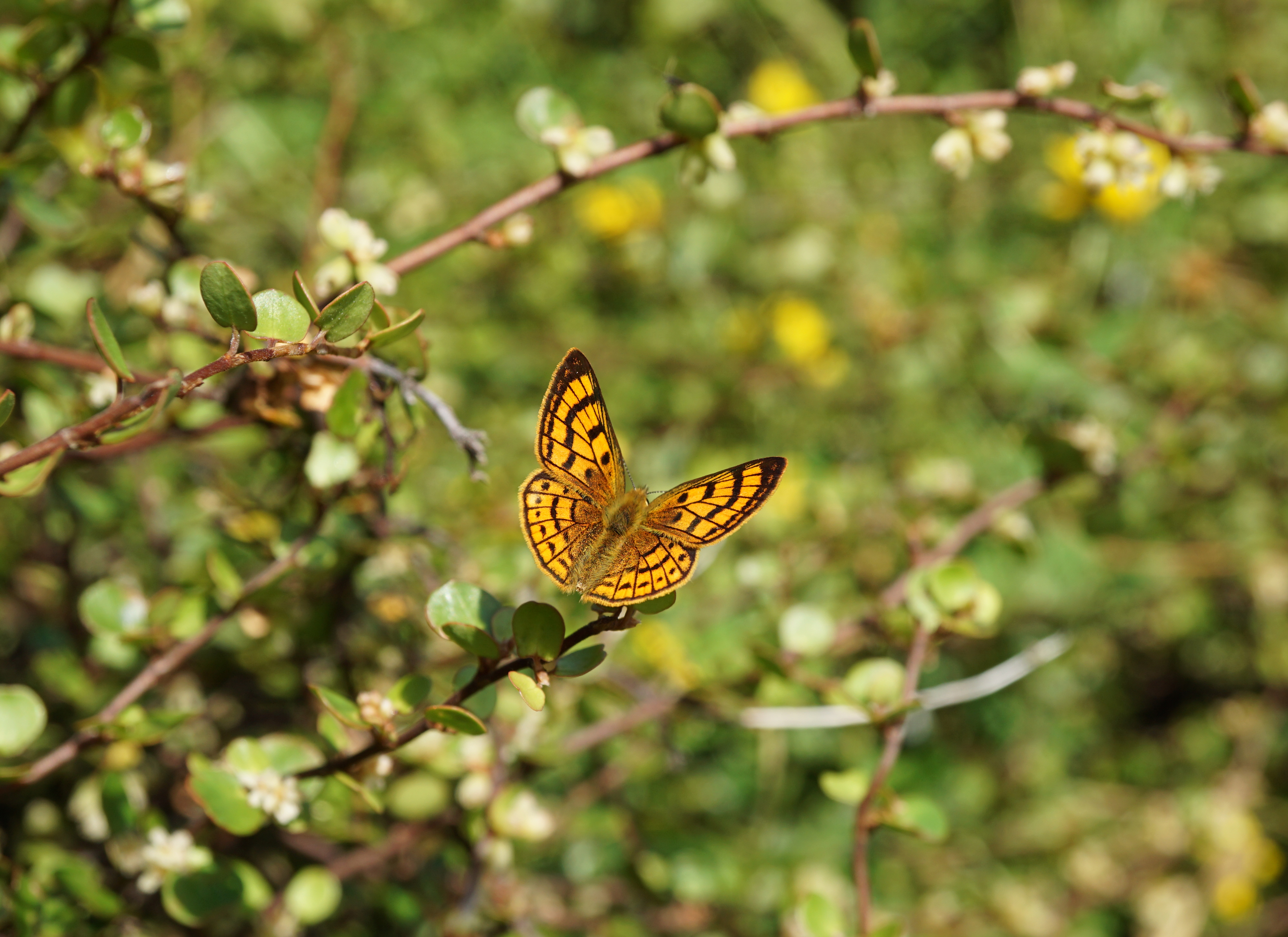
Бабочка Lycaena salustius

Экологическая ценность для дикой природы M. complexa связано с большим разнообразием видов насекомых. Это важное растение-хозяин для нескольких эндемичных видов голубянок, включая прибрежную Lycaena salustius. M.complexa также является хозяином  Aphis cotteri, тли, обитающей в Новой Зеландии, галловой моли Morova subfasciat и эндемичного клеща Eriophyes lambi. Это также источник пищи для таких птиц, как новозеландский туи, медосос-колокольчик и новозеландский плодоядный голубь, которые также питаются почками и листьями.
Растение довольно теневыносливо, яркого солнца не выдерживает. Хорошо растет как в теплых, так и в прохладных помещениях. Не страдает от сухости воздуха в комнатах с отоплением, но требовательно к условиям почвенной влажности: при пересыхании или излишней сырости земли в горшке растение теряет листочки и может даже погибнуть.

## Название
Род назван в честь эльзасского врача и ботанического коллекционера, известного своей работой с мохообразными Генриха Густава Мюленбека (1798–1845).
Видовой эпитет от complexus в переводе с лат. — «охватывающий, обнимающий» — подходящее название для вида, который производит спутанную массу переплетающихся стеблей.
На своей родине в Новой Зеландии растение известно как pohuehue, оно также имеет общеупотребительные названия девичья лоза (англ. maidenhair vine) и проволочное растение (англ. wire plant).

### Синонимы
По данным POWO на апрель 2023 в синонимику вида входят следующие наименования:

### Гомотипические синонимы
- Calacinum complexum (A.Cunn.) J.F.Macbr. в Publ. Field Mus. Nat. Hist., Bot. Ser. 4: 115 (1927)
- Polygonum complexum A.Cunn. в Ann. Nat. Hist. 1: 455 (1838)
- Sarcogonum complexum (A.Cunn.) в Kunze in Linnaea 17: 570 (1844)

### Гетеротипные синонимы
- Muehlenbeckia austracompla Allan in Genetica 8: 531 (1926)
- Muehlenbeckia complexa var. grandifolia Carse in Trans. New Zealand Inst. 48: 239 (1916)
- Muehlenbeckia complexa var. microphylla (Colenso) Cockayne in Trans. New Zealand Inst. 48: 208 (1916)
- Muehlenbeckia complexa var. trilobata (Colenso) Cheeseman in Man. New Zealand Fl.: 402 (1925)
- Muehlenbeckia debilis Petrie in Trans. & Proc. New Zealand Inst. 56: 10 (1926)
- Muehlenbeckia ephedroides var. muricatula (Colenso) Cheeseman in Man. New Zealand Fl.: 594 (1906)
- Muehlenbeckia microphylla Colenso in Trans. & Proc. New Zealand Inst. 20: 204 (1887 publ. 1888)
- Muehlenbeckia muricatula Colenso in Trans. & Proc. New Zealand Inst. 22: 482 (1889 publ. 1890)
- Muehlenbeckia muricatula Cockayne & Allan in Trans. & Proc. New Zealand Inst. 57: 71 (1927), nom. illeg.
- Muehlenbeckia paucifolia Colenso in Trans. & Proc. New Zealand Inst. 21: 99 (1888 publ. 1889)
- Muehlenbeckia trilobata Colenso in Trans. & Proc. New Zealand Inst. 21: 100 (1888 publ. 1889)
- Muehlenbeckia truncata Colenso in Trans. & Proc. New Zealand Inst. 21: 101 (1888 publ. 1889)
- Muehlenbeckia varians Meisn. in Bot. Zeitung (Berlin) 10: 347 (1852)
- Polygonum camptianum Meisn. in A.P.de Candolle, Prodr. 14: 147 (1856)
- Polygonum comptonianum Meisn. in A.P.de Candolle, Prodr. 14: 147 (1856), not validly publ.
- Polygonum cordatum Meisn. in A.P.de Candolle, Prodr. 14: 146 (1856), not validly publ.
- Polygonum heterophyllum Sol. ex Meisn. in A.P.de Candolle, Prodr. 14: 147 (1856), pro syn.
- Polygonum rotundifolium Bosse in Vollst. Handb. Bl.-Gärtn., ed. 3, 3: 179 (1861)
- Polygonum varians (Meisn.) Kuntze in Revis. Gen. Pl. 2: 559 (1891)

## Применение

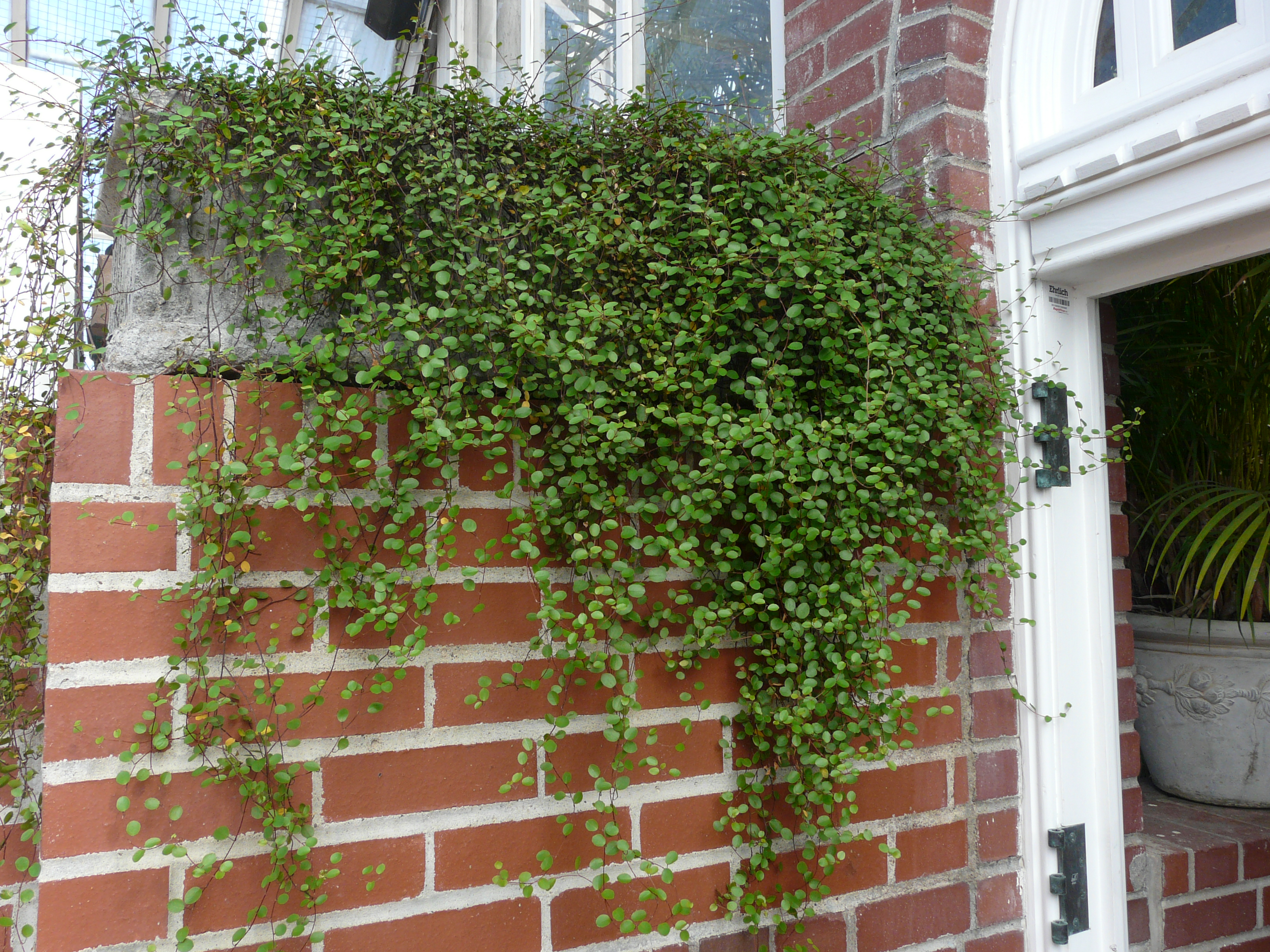

В культуре с 1842 г.  Применяется в домашнем цветоводстве. Можно выращивать мюленбекию в подвесных вазах как ампельное растение, а если дать опору, она будет подниматься вверх, как лиана. Может выращиваться во флорариуме.
В странах с жарким климатом используется в декоративном садоводстве в качестве почвопокровного растения или для создания топиарных скульптур или живых изгородей.
В Новой Зеландии этот вид используется для стабилизации нарушенного грунта, такого как опушки леса или песчаные дюны.

### Агротехника
Уход: Пересаживать мюленбекию желательно каждый год весной в марте — апреле, если горшок небольшой, и 1 раз в 2 года, если посуда для неё достаточно вместительна. Растение плохо переносит обрыв корней при пересадке, поэтому взрослые экземпляры лучше не пересаживать, а переваливать, чтобы не тревожить корней. Подкармливать мюленбекию нужно не реже одного раза в месяц, в качестве подкормки следует использовать специальные цветочные удобрения.
Температура: Летом комнатная, зимой в диапазоне 10-14°С. Мюленбекия не любит резких перепадов температуры, поэтому изменять её нужно постепенно.
Полив: Поливать мюленбекию нужно обильно, несколько раз в неделю; однако зимой, когда растение впадет в состояние покоя и начнет частично терять листья, необходимо уменьшить полив в несколько раз. В летнее время растение можно опрыскивать водой комнатной температуры.
Почва: Смесь перегноя, садовой и дерновой земли.
Размножение: Размножают мюленбекию делением куста, либо высаживая семена весной, либо укореняя зрелые побеги в почве. Желательно высаживать в горшок несколько черенков, но и один черенок быстро разрастется.
Вредители: Наибольшую угрозу для мюленбекии представляет паутинный клещ.